# Savignone
Savignone (Savignon in ligure) è un comune italiano di 2 995 abitanti della città metropolitana di Genova in Liguria.

## Geografia fisica
Situato nell'alta valle Scrivia, a nord di Genova, l'originario nucleo del paese fu fondato nella piana che si formò in epoca remota a seguito di una frana dal monte Pianetto (789 m).
Fa parte del Parco naturale regionale dell'Antola.
Tra le vette del territorio il monte Maggio (981 m), il monte Suia (960 m), il monte Moro (868 m), il monte Carmo (836 m), il monte Brughea (791 m), il monte Pianetto (789 m), il monte Albarino (769 m), il monte Vittoria (746 m), il monte Fuea (741 m), il monte Cappellino (709 m), il Pian della Chiesa (677 m), il monte Brichetto (664 m), il monte Sella (594 m).

## Storia

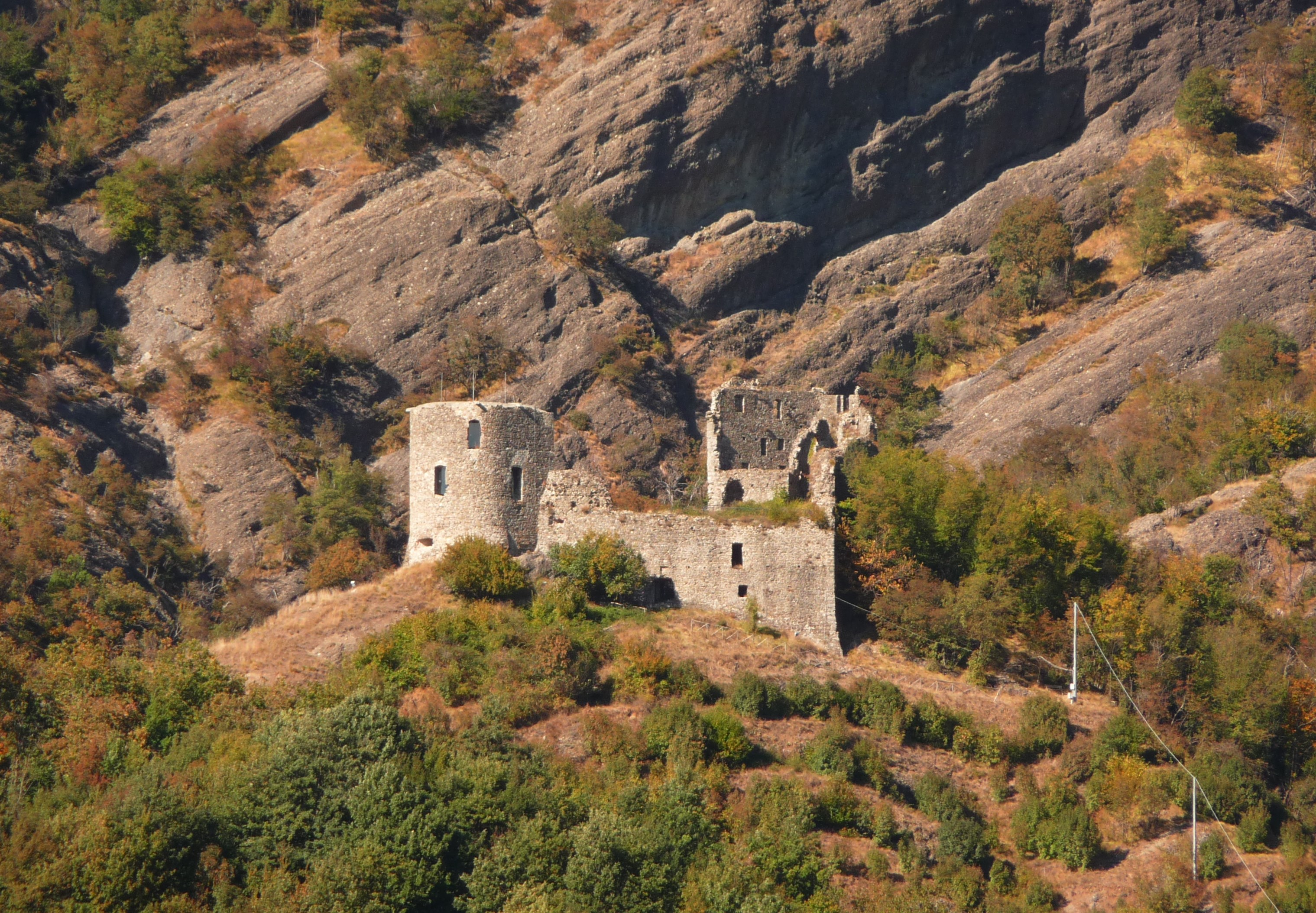
Il castello Fieschi di Savignone

Rinvenimenti di alcuni oggetti in ceramica del XIV secolo a.C. nella località di Renesso, due tombe del IV secolo a.C. presso la località di Camiaschetta, e quindi approfonditi studi, hanno stabilito all'Età del bronzo la probabile fondazione del primo insediamento umano. Oggi tali reperti sono conservati presso il museo archeologico di palazzo Spinola a Isola del Cantone.
Già villaggio in epoca romana, alla caduta dell'impero fu sottoposto al regno longobardo. Nel 725, secondo una tradizione attestata da alcune fonti storiche, sostò nel paese di Savignone il re Liutprando, durante il trasporto dei resti di sant'Agostino che il sovrano d'Italia aveva fatto prelevare a Cagliari per trasferirli presso la basilica di San Pietro in Ciel d'Oro a Pavia, dove sono tuttora conservati.
Nel X e XI secolo il territorio venne a integrarsi nella giurisdizione di ricche e potenti famiglie, a cui subentrarono negli anni i vescovi di Lodi e di Tortona, poi conferiti di autorità temporale dall'imperatore Ottone I di Sassonia, alla quale si aggiunse la dominazione laica degli Obertenghi prima e dei marchesi di Gavi poi, che a loro volta infeudarono i signori di Savignone.
Il successivo sfaldamento di queste autonomie locali portarono, dalla metà del XIII secolo, ad una nuova dominazione della famiglia Fieschi, conti di Lavagna, che acquisirono del tutto o in parte il territorio feudale di Savignone, dando inizio all'omonimo ramo savignonese della famiglia. Il possedimento fliscano perdurò, di fatto, per cinque secoli in una sorta di autogestione del feudo, pur facendo parte esso dei Feudi Imperiali del Sacro Romano Impero. Alcuni documenti testimoniano l'ufficiale investitura del feudo a Gian Luigi Fieschi il Vecchio nel 1495, da parte di Massimiliano I d'Asburgo, e ad Ettore Fieschi Seniore nel 1548 da Carlo V d'Asburgo. Furono gli stessi Fieschi ad erigere il locale castello.

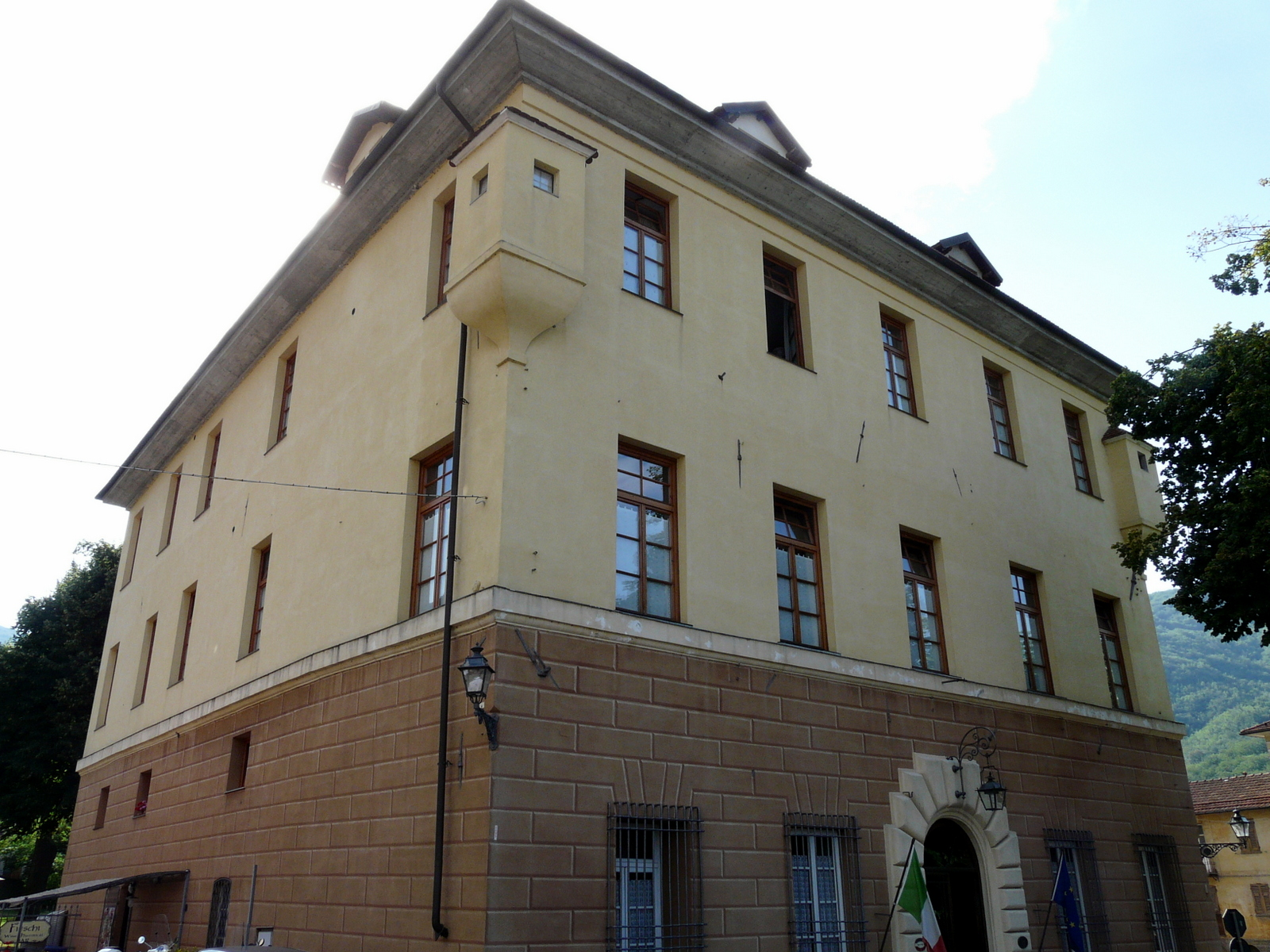
Palazzo Fieschi

Con la divisione ereditaria del 1678, il feudo imperiale fu in possesso di Gerolamo Fieschi che oltre a Casella ampliò i suoi possessi (1685) anche sui borghi di Frassinello, Chiappe e Senarega, mantenendo la consignoria su Mongiardino (ereditata pro-quota dalla madre Tomasina Spinola). Successivamente il paese finì sotto il controllo della famiglia Crosa di Vergagni, la quale ne mantenne il potere, esercitando il controllo sui possedimenti, fino alla soppressione dei feudi imperiali nel 1797 con la dominazione francese.
Con la nuova dominazione napoleonica dal 2 dicembre rientrò nel dipartimento dei Monti Liguri Occidentali, con capoluogo Rocchetta Ligure, all'interno della Repubblica Ligure. Dal 28 aprile del 1798 con i nuovi ordinamenti francesi, Savignone divenne capoluogo del IV cantone della giurisdizione dei Monti Liguri Occidentali e dal 1803 centro principale del VIII cantone dell'Alta Valle Scrivia nella giurisdizione del Lemmo. Annesso al Primo Impero francese, dal 13 giugno 1805 al 1814 venne inserito nel dipartimento di Genova. Nel 1804 al territorio savignonese vengono aggregate le municipalità di Clavarezza, Nenno, Pareto, Tonno, Vaccarezza, e Vallecalda costituiti nel 1797.
Nel 1815 fu inglobato nel Regno di Sardegna, come stabilito dal congresso di Vienna del 1814, e successivamente nel Regno d'Italia dal 1861. Dal 1859 al 1926 il territorio fu compreso nel IX mandamento omonimo del circondario di Genova dell'allora provincia di Genova. Al 1893 è risalente il distacco delle frazioni di Clavarezza, Nenno, Pareto, Tonno e Vaccarezza (in parte) e il loro accorpamento nel nuovo comune di Valbrevenna, quest'ultimo costituito assieme ad altre zone frazionali di Casella e di Montoggio.
Apprezzato centro termale tra l'Ottocento e l'inizio del Novecento, Savignone divenne meta di villeggiatura dei genovesi con la conseguente costruzione di nuovi centri residenziali. Durante il ventennio fascista furono costruite le due colonie di Renesso e Monte Maggio, entrambe inaugurate da Benito Mussolini. Nelle fasi finali della seconda guerra mondiale in diverse ville del territorio soggiornavano stabilmente i componenti del quartier generale del Comando Tedesco Nord e proprio a Savignone la mattina del 24 aprile fu prelevato e condotto a villa Migone di Genova, nascosto in ambulanza, il generale Günther Meinhold comandante delle forze armate della Germania nazista stanziate nel genovese, per la firma della resa, in quanto si era reso conto da giorni che non c'erano più vie di scampo per lui e per i suoi uomini.
Dal 1973 al 31 dicembre 2008 ha fatto parte della Comunità montana Alta Valle Scrivia e, con le nuove disposizioni della Legge Regionale n° 24 del 4 luglio 2008, ha fatto parte fino al 2011 della Comunità montana Valli Genovesi Scrivia e Polcevera.

### Simboli
Gonfalone

Nello stemma comunale è raffigurato il castello di Savignone, simbolo del paese, edificato durante la dominazione della famiglia Fieschi.

## Monumenti e luoghi d'interesse

La chiesa parrocchiale di san Pietro affacciata nella piazza principale del paese

### Architetture religiose
- Chiesa parrocchiale di San Pietro nel capoluogo di Savignone. Edificata nel XIII secolo e menzionato in una bolla papale del 1196 di papa Celestino III come dipendenza dall'abbazia di Precipiano a Vignole Borbera. Riedificata da Urbano Fieschi nel 1691. Conserva al suo interno una tela di Giovanni Battista Carlone ritraente la Visitazione di santa Caterina da Genova.
- Ex monastero di San Salvatore nel capoluogo di Savignone. Fondato secondo la leggenda nel 725 dal re longobardo Liutprando durante il trasporto delle spoglie di sant'Agostino. Citato anch'esso nella bolla pontificia di papa Celestino III del 1196 come dipendenza dall'abbazia di Precipiano. L'edificio è oggi trasformato in abitazione privata.
- Chiesa di Nostra Signora delle Grazie nella località di Costalovaia, ricostruita ed ampliata nel corso del XVIII secolo; il campanile fu eretto nel 1947.
- Chiesa parrocchiale di San Giuseppe nella frazione di Isorelle. Edificata nel 1987 fu eretta in vicaria autonoma dal 27 luglio 1942 per decreto del cardinale Pietro Boetto. L'elezione al titolo di parrocchiale fu acquisita con il decreto arcivescovile del cardinale Giuseppe Siri datato al 24 settembre 1986.
- Chiesa parrocchiale di San Rocco nella frazione di Montemaggio, edificata nel corso del XVIII secolo; il campanile è stato costruito tra il 1950 e il 1955.
- Oratorio della Santissima Trinità e di San Giacomo del Ponte nella frazione di Ponte di Savignone. Un primo edificio era databile al XIV secolo e successivamente, in un periodo tra la fine del Settecento e l'inizio dell'Ottocento, venne riedificato o ampliato l'odierno luogo di culto; al primo decennio del Novecento risale la costruzione della torre campanaria.
- Chiesa parrocchiale di Santa Maria Assunta nella frazione di Vaccarezza. Secondo alcuni storici la chiesa potrebbe essere risalente a prima del XII secolo, in quanto citata in una bolla pontificia di papa Celestino III del 1196 come dipendenza dall'abbazia di Precipiano. Tra le opere ivi conservate un dipinto raffigurante l'Assunzione, opera della scuola di Luca Cambiaso.
- Oratorio di Sant'Antonio abate nella frazione di Vaccarezza, risalente al XVIII secolo.
- Chiesa parrocchiale di San Bartolomeo nella località di Vallecalda. Citato anch'esso nella bolla pontificia di papa Celestino III del 1196 come dipendenza dall'abbazia di Precipiano. Conserva due tele di Luca Cambiaso e della scuola di Pietro da Cortona.
- Oratorio di San Giovanni Battista nella località di Vallecalda.

### Architetture civili

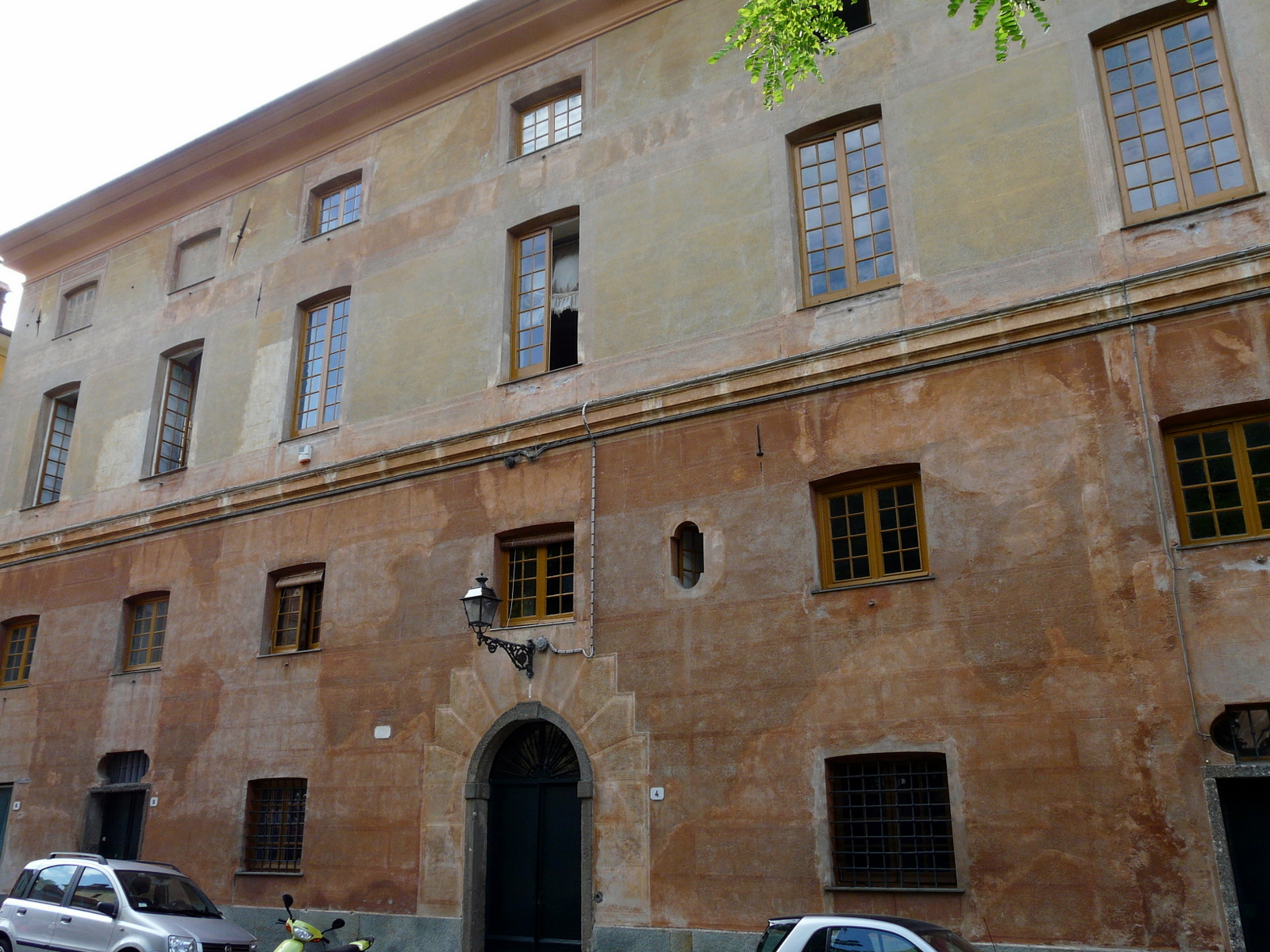
Palazzo Crosa di Vergagni, già ospedale del borgo.

- Palazzo Crosa di Vergagni, già ospedale del borgo.Palazzo Fieschi a Savignone, già palazzo marchionale della famiglia Fieschi fu edificato quasi certamente tra il 1565 e il 1569 per opera del conte Ettore Fieschi. L'edificio rimase abitazione della famiglia fliscana sino al 1856; fino al 2016 è stato un albergo "Residenza d'epoca" tra i più antichi (se non il più antico) tra quelli ancora in attività dell'intera Liguria. È stato venduto nel 2016 e a partire dal 2017 è diventato sede di una comunità terapeutica per pazienti psichiatrici.
- Palazzo Crosa Di Vergagni. A sinistra della chiesa parrocchiale di San Pietro a Savignone, e già ospedale cittadino, fu edificato nel 1771 per volere del conte Girolamo Fieschi.
- Villa Grendi del XIX secolo con una piccola loggia in stile neogotico.
- Villa Gatto, edificata molto probabilmente su disegno di Gino Coppedè, è risalente agli anni venti del XX secolo. Assomiglia nella struttura dell'edificio a villa Davidson di Borgo Fornari, nel comune di Ronco Scrivia.
- Villa Garré.
- Villa Grondona nella località di San Bartolomeo di Vallecalda.
- Villa Odero costruita tra il 1854 e il 1862.
- Villa Solaro edificata tra il 1914 e il 1920 su progetto di Giuseppe Crosa di Vergagni.
- Villa Ragnoli costruita negli anni venti del XX secolo.
- Colonia montana di Monte Maggio, colonia montana elioterapica realizzata durante il regime fascista e inaugurata nel 1938, poteva ospitare fino a 450 bambini su un’area di 4.355 m².
- Ponte d'origine medievale, risalente al XIV secolo, attraversante il fiume Scrivia presso l'omonima frazione.

### Architetture militari
- Castello di Savignone, dei Fieschi, del XIII secolo.

## Società

### Evoluzione demografica
Abitanti censiti

### Etnie e minoranze straniere

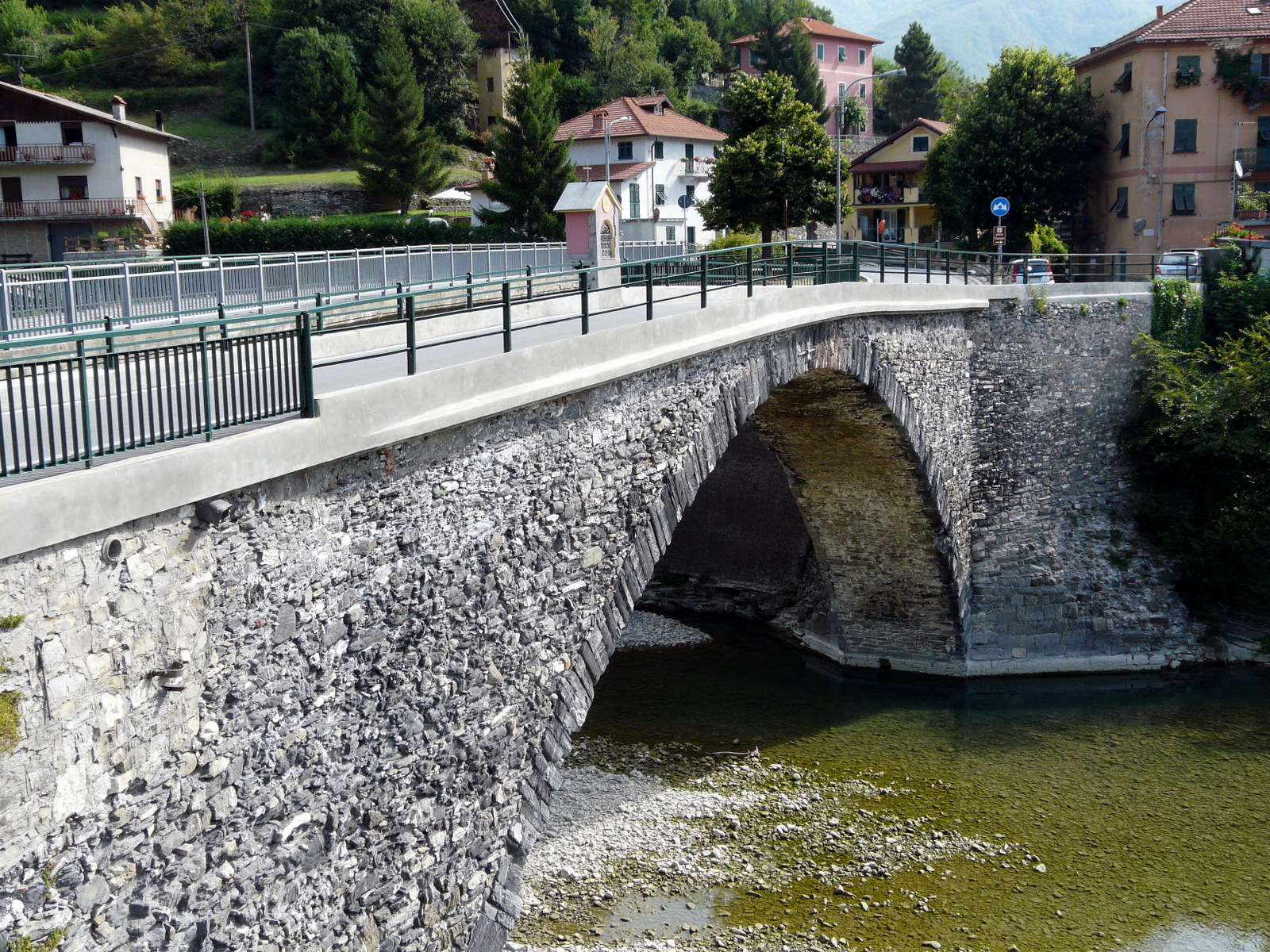
Il ponte medievale presso il torrente Scrivia

Secondo i dati Istat al 31 dicembre 2022, i cittadini stranieri residenti a Savignone sono 134, così suddivisi per nazionalità, elencando per le presenze più significative:
1. Romania, 30
2. Marocco, 21

### Religione
Le cinque comunità parrocchiali presenti, pur facendo parte dello stesso territorio comunale, sono divise in due distinte diocesi appartenenti alla stessa regione ecclesiastica Liguria. Fanno parte infatti dell'arcidiocesi di Genova la parrocchia di San Bartolomeo di Vallecalda e quella di San Giuseppe di Isorelle, mentre nella diocesi di Tortona sono inserite le parrocchie di San Pietro di Savignone, di Santa Maria Assunta e di San Rocco di Montemaggio.

## Cultura

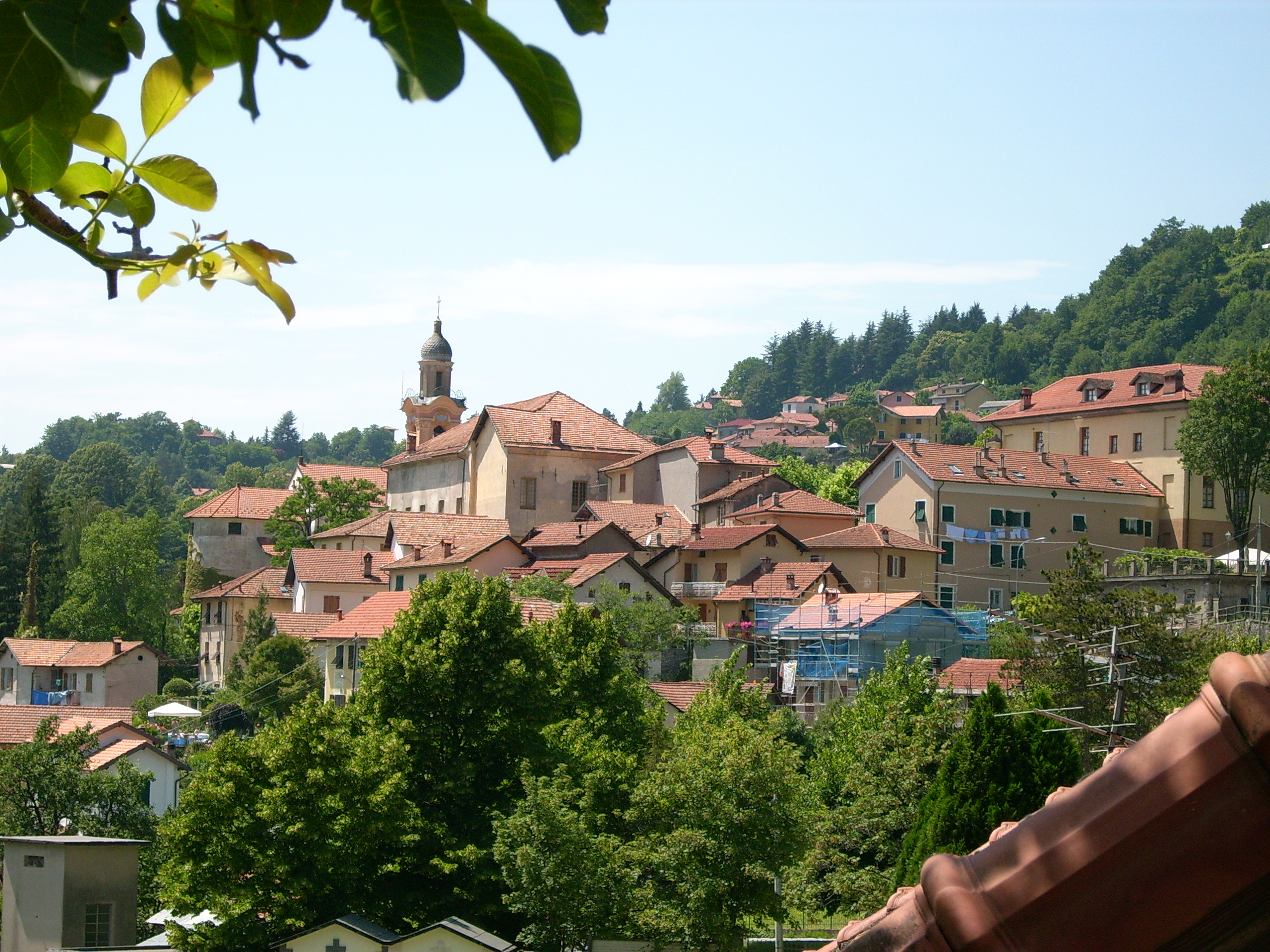
Panorama del borgo savignonese

### Istruzione

#### Musei
- Museo nazionale degli Alpini. Istituito nel 1998 su idea e apporto del locale gruppo Associazione Nazionale Alpini - fondato nel 1932 - e ubicato in locali dati in parte dal Comune di Savignone è stato ampliato nel 2004 e raccoglie documenti, fotografie, uniformi, cimeli e cartoline d'epoca inerenti alle truppe degli Alpini dalla loro istituzione ad oggi[14].

## Geografia antropica
Il territorio comunale è costituito, oltre al capoluogo, dalle frazioni di Canalbolzone, Gabbie, Isorelle, Montemaggio, Ponte, San Bartolomeo, Sorrivi, Vaccarezza; tra i nuclei abitati Besolagno, Bosco, Costalovaia, Castellorosso, Cerisola, Cerreta, Gualdrà, Inastrà, Inastrà di Montemaggio, Moglia, Nacosta, Prelo, Renesso, Sementella, Vallecalda, Vittoria per un totale di 21,74 km2.
Confina a nord con i comuni di Busalla e Crocefieschi, a sud con Serra Riccò, Casella e Valbrevenna, ad ovest con Busalla, Mignanego e Serra Riccò e ad est con Crocefieschi e Valbrevenna.

## Economia

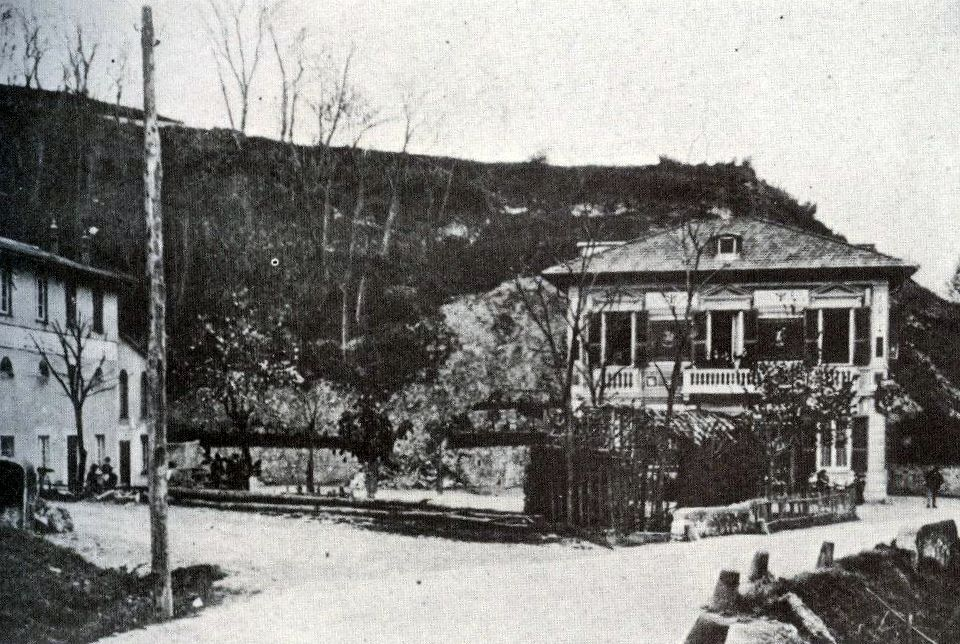
Il birrificio della Birra Busalla in una fotografia del 1909

L'economia comunale è principalmente basata sull'attività agricola, l'allevamento, l'industria tessile e il turismo. A Savignone fu fondata nel 1905 la Birra Busalla, birrificio che rimarrà all'attivo fino al 1929; l'azienda è stata riaperta e rifondata nel 1999.

## Infrastrutture e trasporti

### Strade
Il centro di Savignone è attraversato principalmente dalla strada provinciale 10 di Savignone che, nei pressi della località Ponte di Savignone, s'innesta con la principale arteria della strada provinciale 226 di Valle Scrivia e quindi collegandosi con Busalla e con Torriglia (bivio strada statale 45 di Val Trebbia).
Ulteriori collegamenti viari sono la provinciale 47 di Nostra Signora della Vittoria, per Mignanego, e la provinciale 63 delle Gabbie per Busalla.

### Mobilità urbana
Dal comune di Busalla un servizio di trasporto pubblico locale gestito dall'AMT garantisce quotidiani collegamenti bus con Savignone e per le altre località del territorio comunale.

## Amministrazione

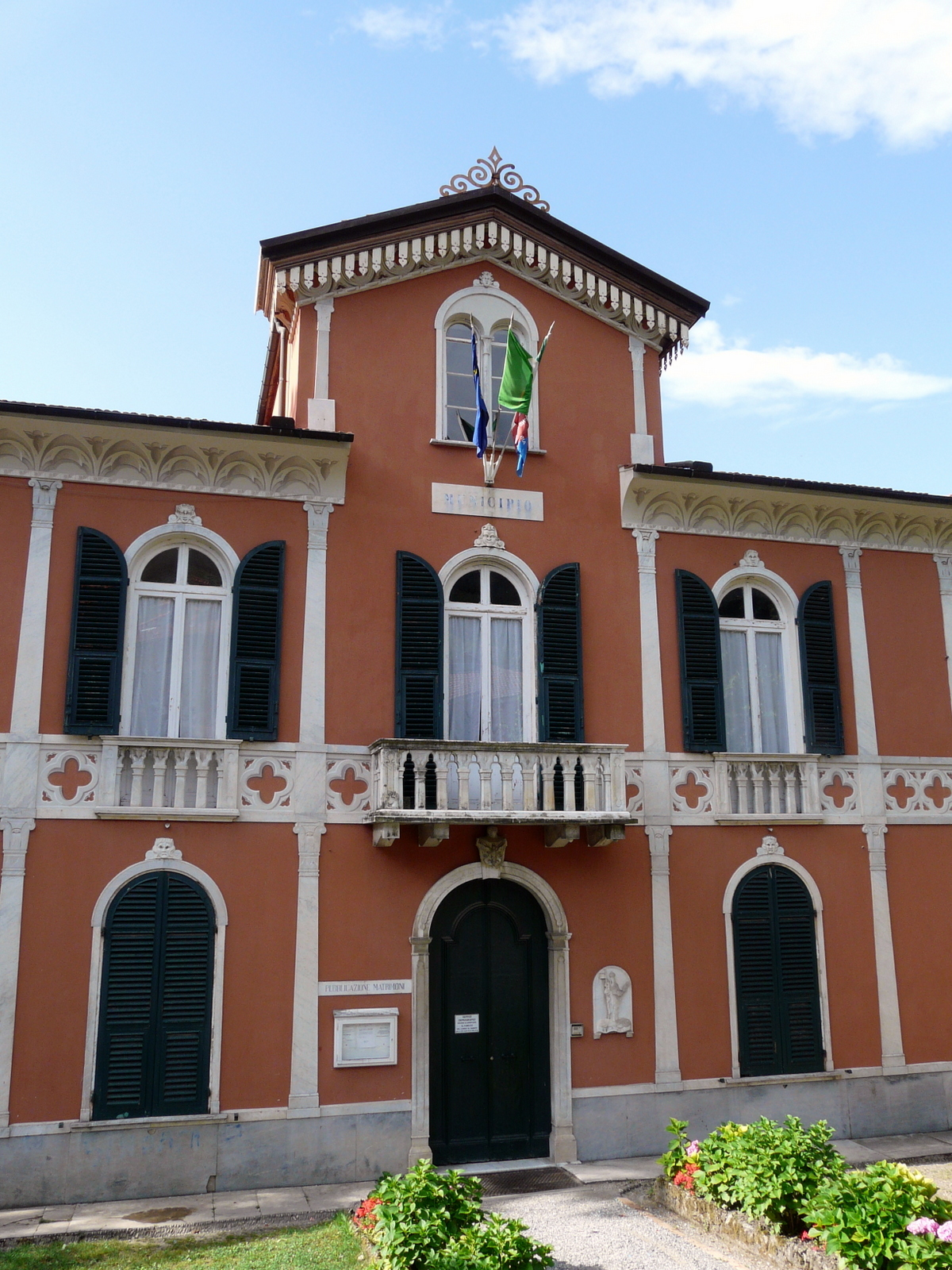
Il municipio

| Periodo        | Periodo        | Primo cittadino | Partito                                                   | Carica  | Note |
| -------------- | -------------- | --------------- | --------------------------------------------------------- | ------- | ---- |
| 8 luglio 1985  | 24 maggio 1990 | Italo Ghelfi    | DC                                                        | Sindaco |      |
| 24 giugno 1990 | 24 aprile 1995 | Italo Ghelfi    | DC                                                        | Sindaco |      |
| 24 aprile 1995 | 14 giugno 1999 | Marco De Felice | Lista civica                                              | Sindaco |      |
| 14 giugno 1999 | 14 giugno 2004 | Marco De Felice | Vivi Savignone (lista civica)                             | Sindaco |      |
| 14 giugno 2004 | 8 giugno 2009  | Ettore Navone   | Savignone per la gente (lista civica)                     | Sindaco |      |
| 8 giugno 2009  | 26 maggio 2014 | Antonio Bigotti | Savignone viva (lista civica)                             | Sindaco |      |
| 26 maggio 2014 | 27 maggio 2019 | Antonio Bigotti | Savignone viva (lista civica)                             | Sindaco |      |
| 27 maggio 2019 | 10 giugno 2024 | Mauro Tamagno   | Idea Savignone e frazioni (lista civica di centro-destra) | Sindaco |      |
| 10 giugno 2024 | in carica      | Antonio Bigotti | Savignone viva (lista civica)                             | Sindaco |      |

### Altre informazioni amministrative
Savignone fa parte dell'Unione dei comuni dello Scrivia.

## Sport

### Calcio
- U.S.D. Savignone, militante nel campionato di Prima Categoria.